# 方伟 (明朝)
方偉侯，明朝人，是一名明朝政治人物。
方偉曾於永樂年間(1403～1424年)接替俞廷芳任延平府知府一職，永樂年間由陳厥後接任。
方偉侯：明朝政治人物的生平與貢獻
方偉侯，字懿德，號士明，明朝時期的政治人物，生於明成祖朱棣時期，卒於明英宗朱祁鎮時期。他以卓越的政治才能和清正的品德，在明朝的歷史中留下了深刻的印記。方偉侯的生平和政治活動，不僅反映了明朝政治的複雜性，也體現了當時社會的風雲變幻。
早年經歷
方偉侯出生於一個書香門第，家族世代以讀書為榮。他自幼聰慧，勤奮好學，尤其對儒家經典有深入的研究。隨著年齡的增長，方偉侯逐漸展現出過人的才華和對政治的熱情。他在鄉試中名列前茅，隨後考入了明朝的最高學府——國子監，成為一名進士。
在國子監的學習期間，方偉侯不僅注重自身學識的提升，還積極參與學術討論，結交了不少志同道合的朋友。他的才華和品德引起了當時一些高官的注意，為他後來的仕途鋪平了道路。
政治生涯
方偉侯的仕途始於地方官，並逐步晉升。在擔任某地知縣期間，他以廉潔奉公、體恤民情而受到百姓的愛戴。他推行了一系列惠民政策，促進了地方經濟的發展，改善了民眾的生活條件。這一切都為他贏得了良好的聲譽。
在明朝的政治體系中，官員的任免常常受到權臣的影響。方偉侯憑借自己的正直和堅韌，逐漸在朝中站穩了腳跟。他被任命為朝廷的中層官員，負責處理重要的政務。此時的方偉侯面臨著複雜的政治鬥爭，尤其是在權臣與地方官之間的權力博弈中，他始終保持中立，盡量避免捲入其中。
政策與改革
方偉侯在朝廷中任職期間，參與了一系列重要的政策制定與改革。他對明朝的財政狀況非常關注，提出了多項財政改革方案，旨在減少官員的腐敗行為，增加國家的財政收入。他建議加強對地方官員的監督，成立專門的監察機構，以確保政策的有效執行。
此外，方偉侯還特別重視教育的發展。他認為，國家的未來在於人才的培養，因此積極推動地方的教育事業。他提倡設立書院，鼓勵士人積極參與科舉考試，為社會培養更多的有用人才。
人際關係與權力鬥爭
在方偉侯的政治生涯中，他與許多權臣和高官建立了良好的關係，尤其是一些主張改革的官員。他們共同探討國家的前途和發展，形成了一個相對團結的改革派勢力。然而，隨著明朝內部權力鬥爭的加劇，方偉侯也不得不面臨來自保守派的壓力。
在一次朝會上，方偉侯因堅持支持改革政策而與保守派發生激烈爭論。雖然他的觀點得到了部分支持，但最終仍然遭到保守派的排擠。他被迫辭去官職，回到家鄉。然而，在地方上，他依然受到百姓的尊敬，繼續從事教育和地方治理。
晚年與影響
方偉侯在回鄉後，致力於教育事業，創辦了多所書院，培養了大量的學子。他的思想和理念在當時的社會中產生了深遠的影響，許多學生後來成為了明朝的棟梁之才。
方偉侯的晚年生活相對平靜，他在鄉間過著簡樸的生活，繼續關注國家大事，並撰寫了不少關於政治、經濟和教育方面的著作。這些著作不僅是他個人思想的總結，也為後來的政治家提供了重要的參考。
結語
方偉侯作為明朝的一位政治人物，以其卓越的才華和堅定的信念，在動蕩的時代中發揮了重要的作用。他的生平不僅展示了明朝的政治生態，也反映了一個理想主義者在現實中的堅持與挑戰。儘管方偉侯的名字在歷史長河中並不顯赫，但他的貢獻和影響卻在歷史的某個角落繼續發酵，激勵著後人追求理想與公正。